# Фернандис, Жоржи
Жоржи Луис Фернандис Лейти (порт. Jorge Luiz Fernandes Leite, р. 3 апреля 1962) — бразильский пловец, призёр Олимпийских игр.
Родился в 1962 году в Рио-де-Жанейро. В 1979 году стал обладателем серебряной медали Панамериканских игр. В 1980 году на Олимпийских играх в Москве стал бронзовым призёром в эстафете 4×200 м вольным стилем; также принимал участие в эстафете 4×100 м вольным стилем, и в соревнованиях на дистанциях 100 м и 200 м вольным стилем. В 1983 году стал обладателем двух серебряных медалей Панамериканских игр. В 1984 году принял участие в Олимпийских играх в Лос-Анджелесе, но медалей не завоевал. В 1987 году завоевал три бронзовые медали Панамериканских игр. В 1988 году принял участие в Олимпийских играх в Сеуле, но медалей не добился.